# Yohan – Barnevandreren
Yohan – Barnevandreren (tạm dịch: Yohan – Cậu bé lang thang) là một bộ phim gia đình do Grete Salomonsen đạo diễn. Phim dựa trên một câu chuyện có thật về những đứa trẻ lang thang ở Na Uy. Bộ phim có một phiên bản tiếng Na Uy và tiếng Anh, chúng được sản xuất song song. Bộ phim được phân phối đến 30 quốc gia. Phim ra mắt đầu tiên ở Na Uy vào ngày 11 tháng 12 năm 2009. Yohan là bộ phim trẻ em đắt nhất từng được sản xuất tại Na Uy.

## Phân vai
| Vai                    | Diễn viên             |
| ---------------------- | --------------------- |
| Yohan Aamot            | Robin Pedersen Daniel |
| Johannes Aamot         | Dennis Storhøi        |
| Marta Aamot            | Agnete Haaland        |
| Yohan lúc lớn          | Kris Kristofferson    |
| Levi                   | Alexander Rybak       |
| Anna                   | Mathilde Berg         |
| Raya (mẹ ghẻ của Levi) | Aylar Lie             |
| Giáo viên              | Morten Abel           |
| Nome                   | Jørgen Langhelle      |
| Olai                   | Adam Eftevaag         |
| (bố của Levi)          | Morten Harket         |
| Công nhân phà          | Alejandro Fuentes     |
| Levia                  | Alexander Rybak       |